# Sępolno Wielkie (gromada)
Sępolno Wielkie – dawna gromada, czyli najmniejsza jednostka podziału terytorialnego Polskiej Rzeczypospolitej Ludowej w latach 1954–1972.
Gromady, z gromadzkimi radami narodowymi (GRN) jako organami władzy najniższego stopnia na wsi, funkcjonowały od reformy reorganizującej administrację wiejską przeprowadzonej jesienią 1954 do momentu ich zniesienia z dniem 1 stycznia 1973, tym samym wypierając organizację gminną w latach 1954–1972.
Gromadę Sępolno Wielkie z siedzibą GRN w Sępolnie Wielkim utworzono – jako jedną z 8759 gromad na obszarze Polski – w powiecie miasteckim w woj. koszalińskim na mocy uchwały nr 43/54 WRN w Koszalinie z dnia 5 października 1954. W skład jednostki weszły obszary dotychczasowych gromad Sępolno Wielkie, Sępolno Małe i Kołtki ze zniesionej gminy Wołcza Wielka w tymże powiecie. Dla gromady ustalono 9 członków gromadzkiej rady narodowej.
1 stycznia 1958 z gromady Sępolno Wielkie wyłączono wieś Kołtki, włączając ją do gromady Miłocice w tymże powiecie, po czym gromadę Sępolno Wielkie zniesiono, a jej (pozostały) obszar włączono do gromady Biały Bór tamże.